# Beth Haim (Ouderkerk aan de Amstel)

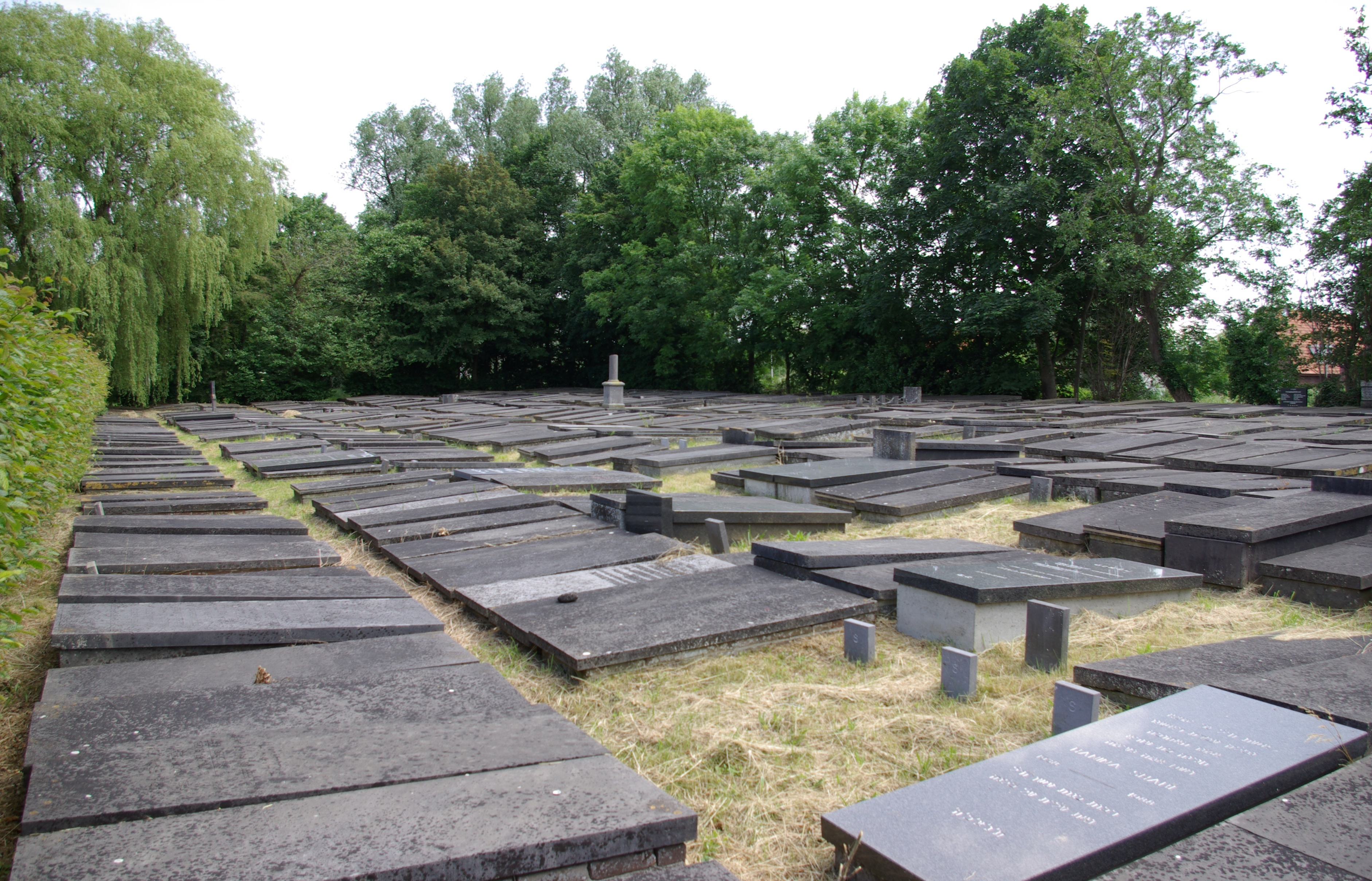
Grabsteine auf dem jüdischen Friedhof Beth Haim, 2010

Auf dem jüdischen Friedhof Beth Haim im nordholländischen Dorf Ouderkerk aan de Amstel liegen etwa 28.000 sephardische Juden, vor allem aus dem nördlich gelegenen Amsterdam, begraben. Der älteste jüdische Friedhof der Niederlande wird heute noch genutzt.

## Lage

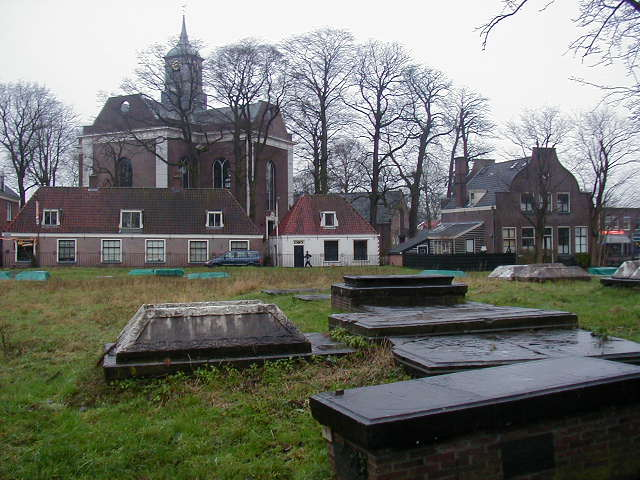
Blick vom ältesten Teil des Friedhofs auf die niederländisch-reformierte Kirche in Ouderkerk aan de Amstel und das Wärterhaus (Alvares Vegahuis) des Friedhofs (Gebäude rechts), 2005

Der 4,115 ha große Begräbnisplatz befindet sich in unmittelbarer Nachbarschaft zum historischen Dorfkern von Ouderkerk aan de Amstel in der Gemeinde Ouder-Amstel. Das dreieckige Friedhofsgelände grenzt im Nordwesten an die Korendrager- und die Kerkstraat, wo sich einer beiden Haupteingänge befindet (Kerkstraat 10). Im Nordosten erstreckt sich der Gottesacker bis zur Koningin Julianalaan. Im Süden wird der Friedhof durch das Ufer der Bullewijk, einem Nebenfluss der Amstel, begrenzt. Hinter einem dort gelegenen Anlegesteg, der nur mit dem Boot erreicht werden kann, befindet sich der zweite Haupteingang.

## Geschichte

### Vorgeschichte
Nach der Vertreibung der Juden aus Spanien 1492 ließen sich zahlreiche sephardische Juden in Amsterdam nieder. Trotz einiger strenger Regelungen, genossen die größtenteils wohlhabenden Einwanderer in der liberalen Welthandelsstadt Freiheiten, die sie in anderen europäischen Städten entbehren mussten. Zwar genehmigte man der jüdischen Gemeinde im Jahre 1612 noch nicht den Bau einer Synagoge. Gottesdienste in Haussynagogen wurden von der Stadtverwaltung aber toleriert. Ab 1607 begruben die Sepharden ihre Toten in den Dünen bei Groet in der heutigen Gemeinde Bergen.

### Entstehung des Friedhofs

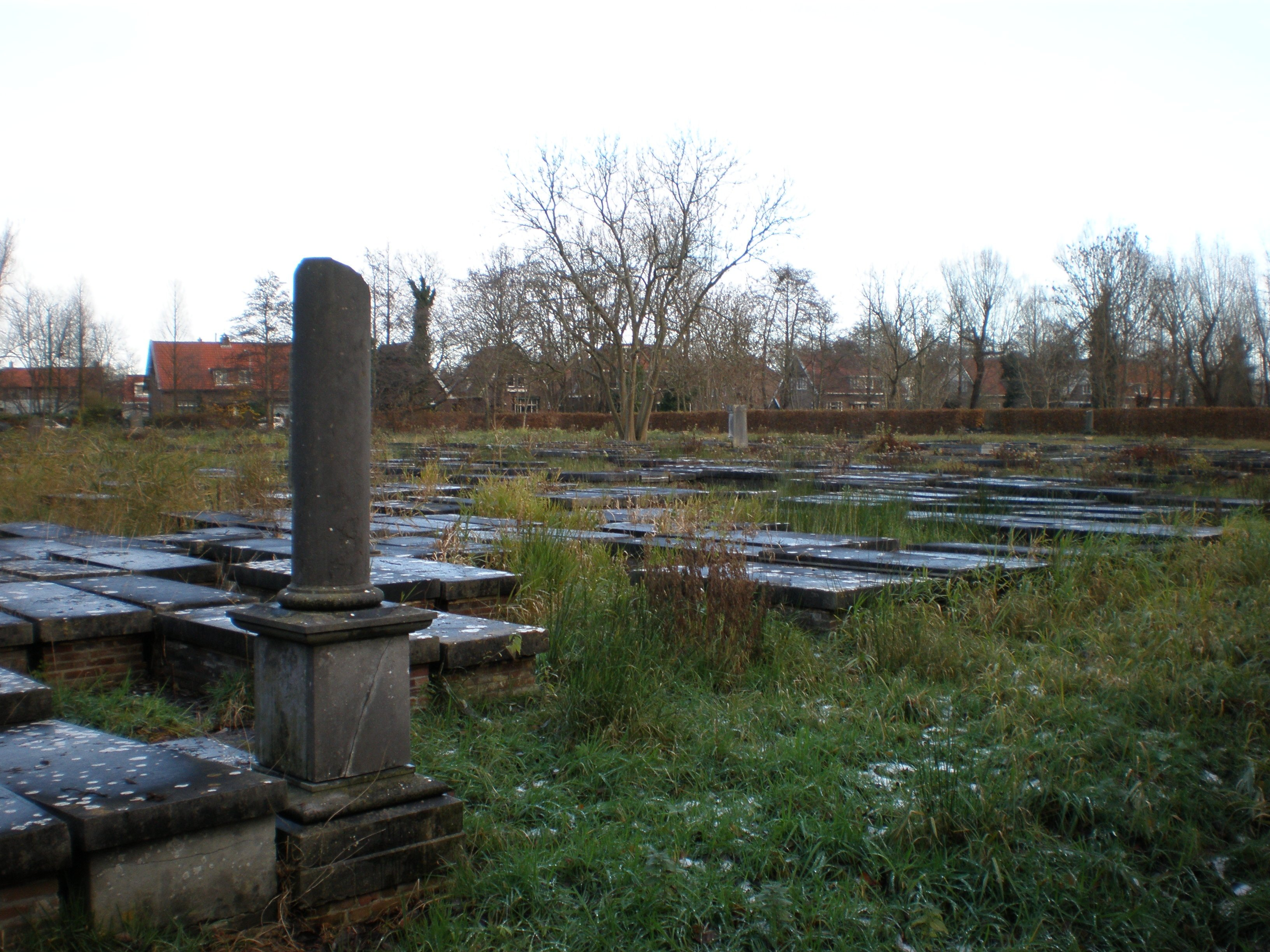
Gräber, 2008

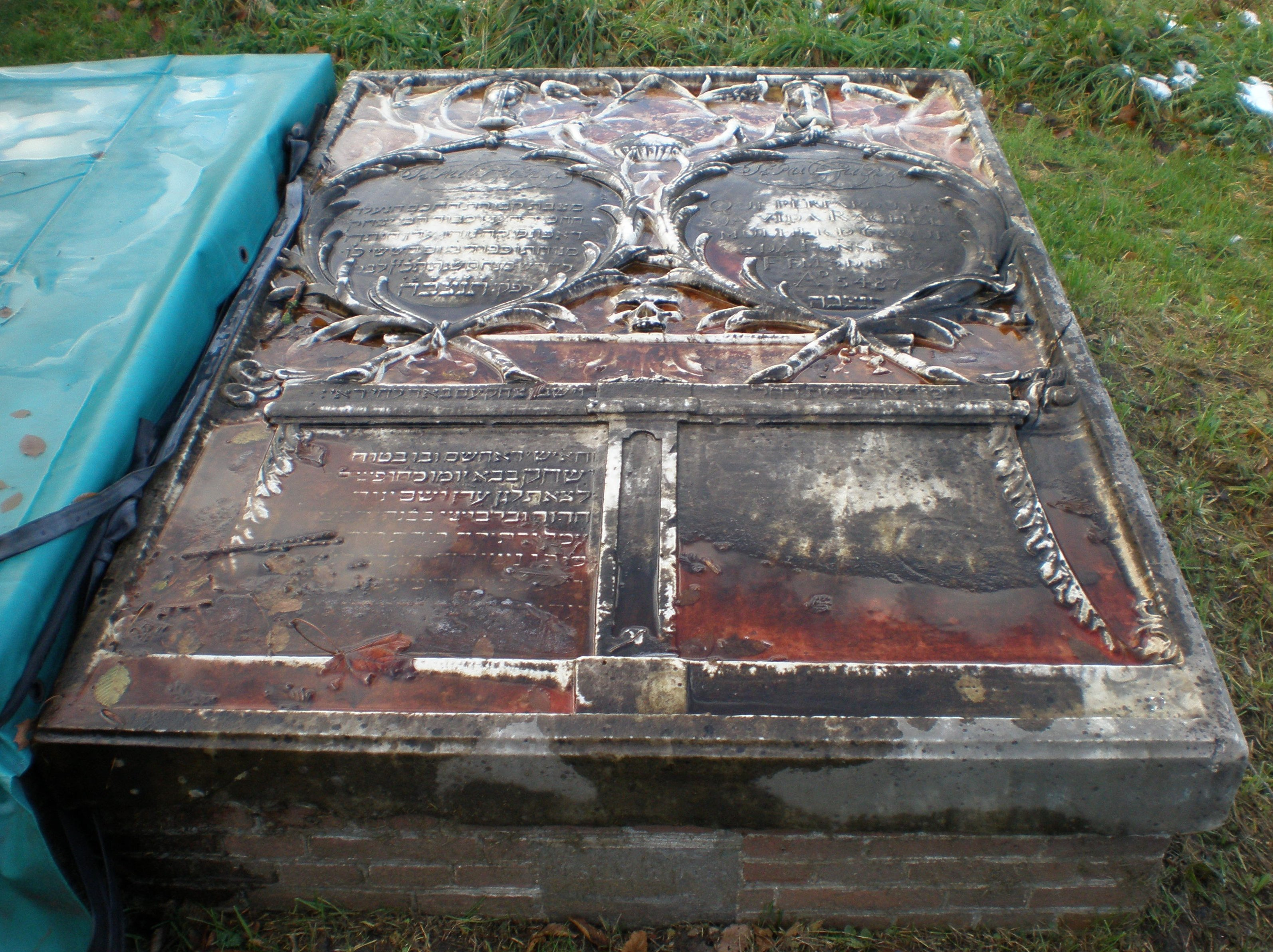
Grab, 2008

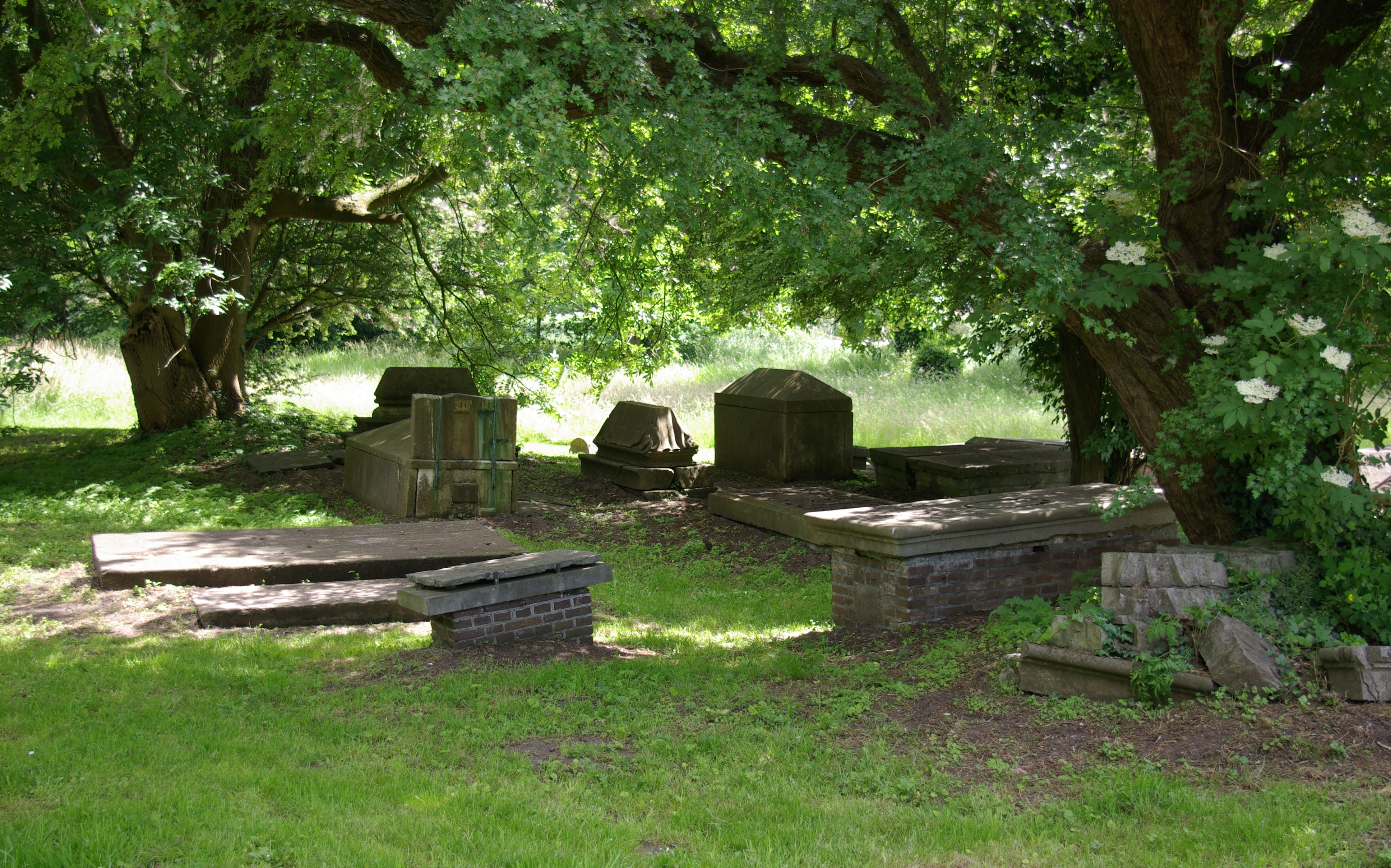
Gräber, 2010

Die erste amtliche Anerkennung des Judentums in Amsterdam folgte am 29. Mai 1614. Die Staten van Holland genehmigten der jüdischen Gemeinde in Ouderkerk aan de Amstel ein Grundstück zu kaufen und dort einen Friedhof anzulegen. Dieser konnte noch im gleichen Jahr eingeweiht werden. Zwischen 1616 und 1634 wurden die Toten aus den Gräbern bei Groet nach Ouderkerk umgebettet. In den Jahren 1663, 1690 und 1691 wurde der Gottesacker durch den Erwerb benachbarter Grundstücke erheblich erweitert. Zunächst fanden auf Beth Haim auch aschkenasische Juden ihre letzte Ruhe. Diese waren ursprünglich aus Deutschland und Osteuropa in die Niederlande eingewandert. Im Jahre 1642 legten die Aschkenasen in der heutigen Gemeinde Muiden den Jüdischen Friedhof Muiderberg an.

### Zweiter Weltkrieg
Im Zweiten Weltkrieg folgte die deutsche Besetzung der Niederlande (1940 bis 1945) und mehr als 100.000 niederländische Juden fielen dem Holocaust zum Opfer. Die in den dreißiger Jahren auf Beth Haim begonnenen Renovierungsarbeiten unter Mitarbeit des Architekten Harry Elte wurden 1940 gestoppt. Der seit Sommer 1937 dort wohnende Friedhofswärter Lou Alvares Vega erhielt eine Aufenthaltserlaubnis in Ouderkerk. Der Friedhof blieb für Besucher ohne eine Sondererlaubnis, die für einen Tag gültig war, geschlossen. Da Angehörigen für die Beerdigungen eines Familienmitglieds keine Genehmigungen ausgehändigt wurden, kümmerte sich der Wärter Vega allein um eine würdevolle Bestattung der Toten.
Ab März 1943 wurden im Durchgangslager Westerbork, einem Sammellager für die Deportation in die Vernichtungslager im deutsch besetzten Polen und Belarus, alle dort verstorbenen Juden eingeäschert, obwohl deren Glaube dies verbietet. Nachdem die bis dahin in Westerbork verstorbenen Juden auf dem jüdischen Friedhof in Assen begraben wurden, schickte man die Asche nach Einführung der Kremation nach Amsterdam und von dort aus unter anderem zum Friedhof Beth Haim, wo Lou Alvares Vega für deren Bestattung in einem neu angelegten Abschnitt sorgte. Am 26. Januar 1944 fand das zunächst letzte Begräbnis unter Vega statt, der wenig später mit seiner Familie untertauchte und so den Krieg überlebte. Im Dezember 1944 wurde das Wärterhaus von den Besatzern beschlagnahmt. Bis Kriegsende sorgten sich Salomon Mendes Coutinho und dessen Frau Elisabeth Sarphati für die Beisetzung weiterer Urnen aus dem KZ Westerbork. Materielle Beschädigungen durch die Nationalsozialisten blieben dem Begräbnisplatz Beth Haim erspart.

### Beth Haim heute
Seit Juni 1967 werden unter der Leitung einer Stiftung für die Instandhaltung jüdischer Friedhöfe in den Niederlanden die Gräber systematisch erfasst und restauriert. Während der Wintermonate werden einige Grabsteine durch Planen vor negativen Witterungseinflüssen geschützt. Die Stadt Amsterdam beteiligte sich mehrfach an den Kosten zur Renovierung der Friedhofsgebäude. Etwa die Hälfte der 28.000 Gräber befindet sich aufgrund des sumpfigen Bodens noch heute unter der Erde. Die Renovierungsarbeiten werden voraussichtlich noch mehrere Jahre in Anspruch nehmen.

## Aufbau

### Gebäude

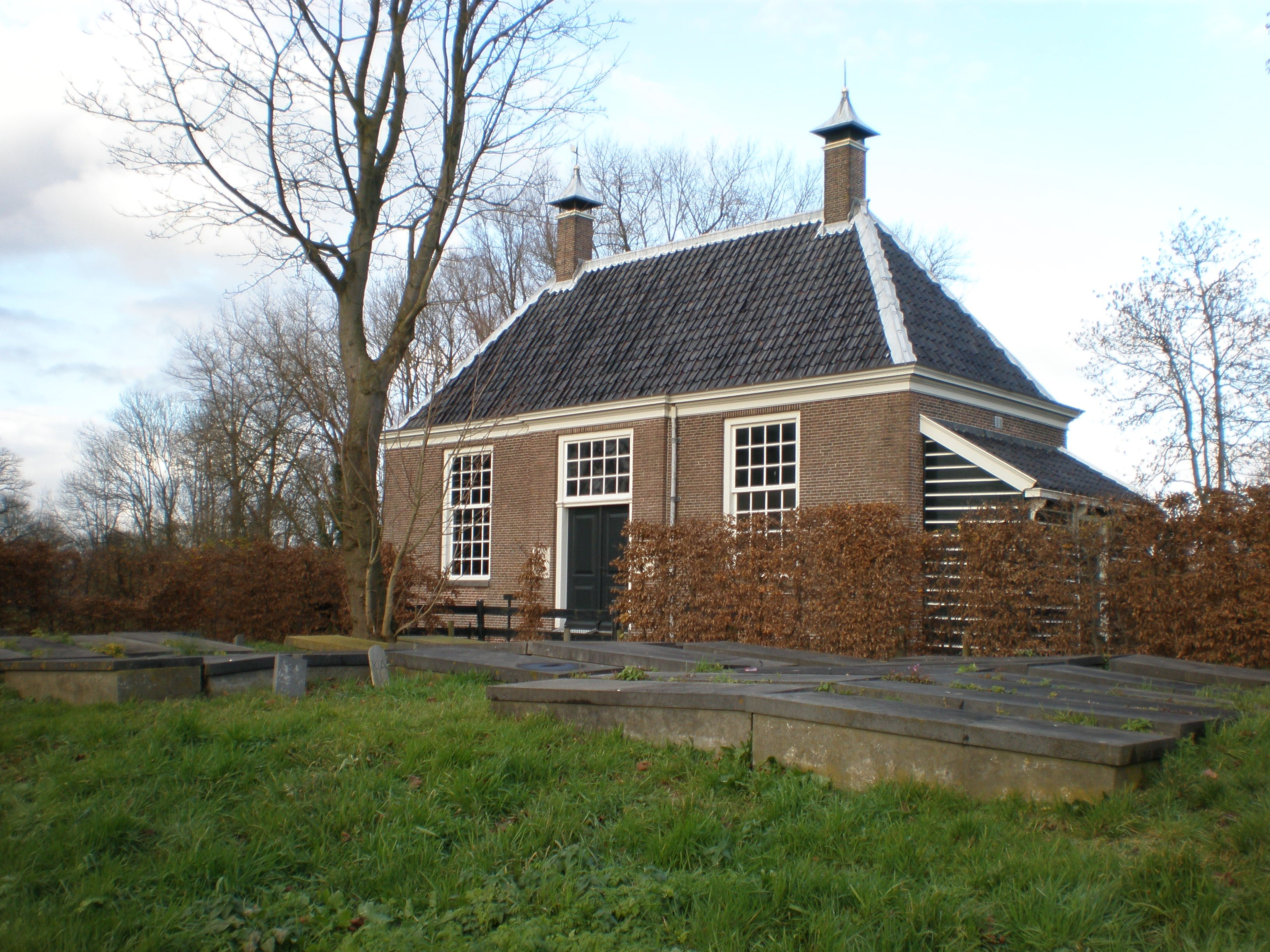
Leichenhaus (Rodeamentoshuis), 2008

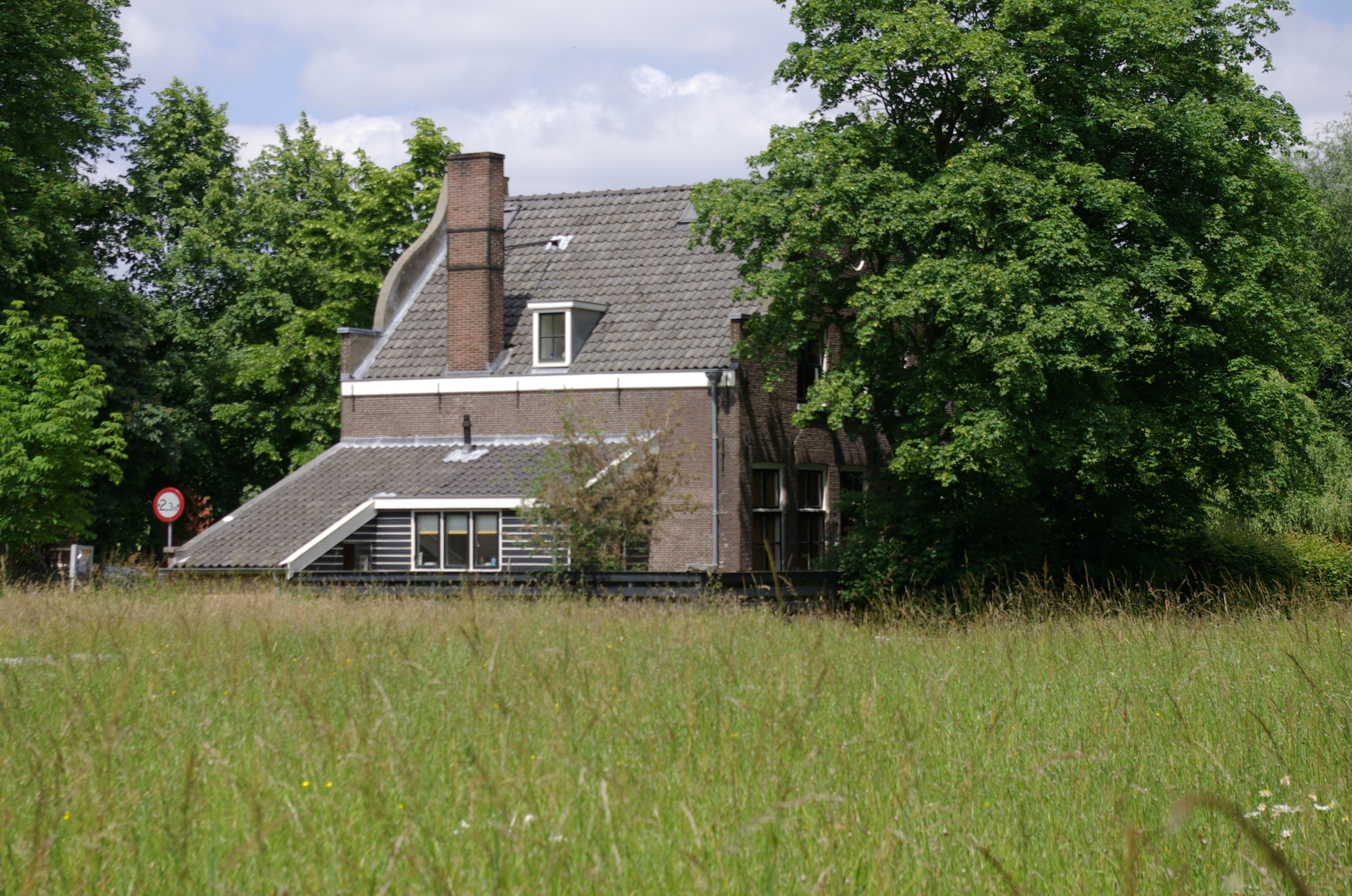
Alvares Vegahuis, 2010

Am Haupteingang an der Kerkstraat befindet sich ein Wärterhaus aus dem Jahr 1883, das nach dem von 1937 bis 1944 auf Beth Haim wohnenden Friedhofswärter Lou Alvares Vega benannt wurde.
Das Taharahaus wurde 1705 im Stil eines holländischen Fischerhauses erbaut. Es befindet sich am zweiten Haupteingang hinter dem Anlegesteg am Fluss Bullewijk. Früher war es üblich, die Toten mit Treidelbooten zum Friedhof zu transportieren und im sogenannten Rodeamentoshuis auch zu waschen. Im Inneren befindet sich ein großer Saal mit Bänken. Für den Kohanim gibt es im Bestattungshaus, wie auf dem Friedhof selbst, einen eigenen Bereich, da der Priester nicht mit dem Verstorbenen in Berührung kommen darf. Wie die 1675 eingeweihte Portugiesische Synagoge Amsterdams ist das Gebäude nicht an das Stromnetz angeschlossen.

### Gräber
Zu den auffälligsten Besonderheiten des Friedhofs zählt ein Brauch, den die jüdischen Einwanderer aus Portugal mitbrachten und beibehielten. Sie ordneten die Grabsteine nicht stehend, sondern liegend an, was Beth Haim von den meisten anderen jüdischen Friedhöfen unterscheidet. Auf dem ältesten Teil des Begräbnisplatzes (zwischen dem Wärterhaus und dem Leichenhaus) befinden sich die interessantesten Grabmale. Die Grabsteine, teilweise aus Marmor, sind mit zahlreichen Symbolen und Motiven (Gesichter, Szenen aus der Bibel und der Mythologie, Skeletten usw.) verziert. Diese Tradition stammt ebenfalls aus Portugal, wo die Juden als sogenannte Marranen viele katholische Bräuche übernahmen. Südlich des Leichenhauses am Ufer der Bullewijk liegt ein Abschnitt, in dem die Kohanim begraben sind. Die neuesten Gräber befinden sich im südöstlichen Bereich des Friedhofgeländes.

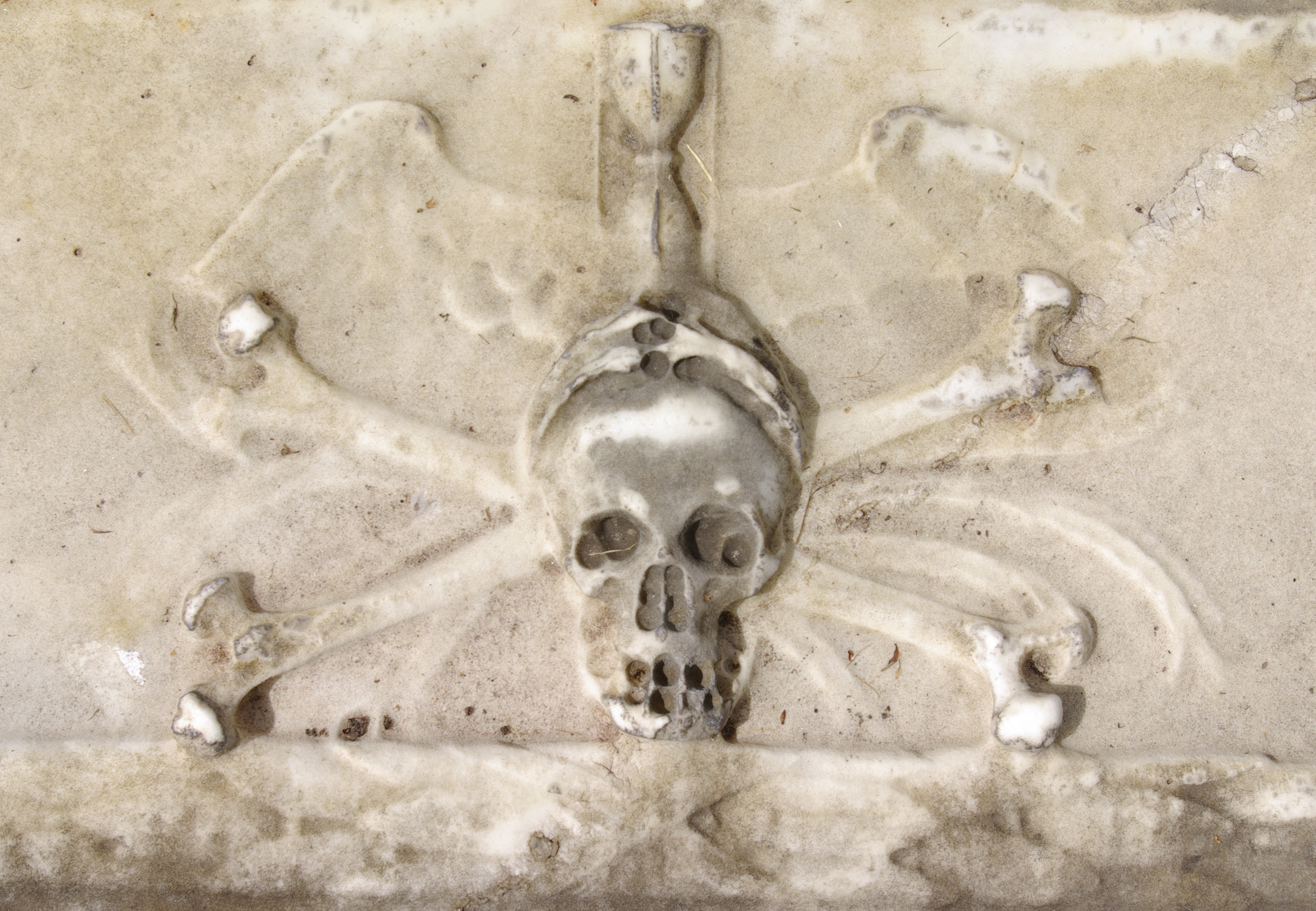
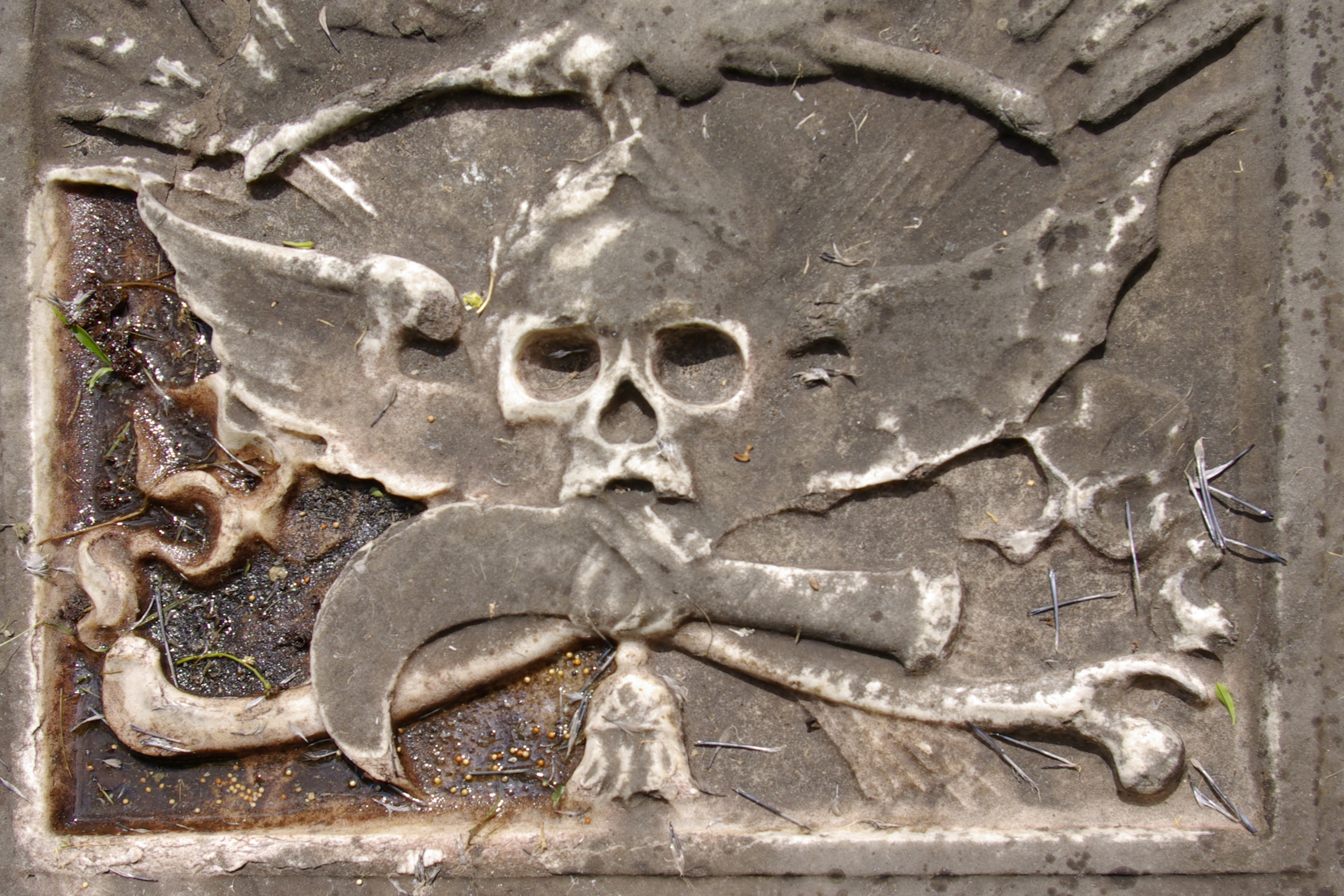
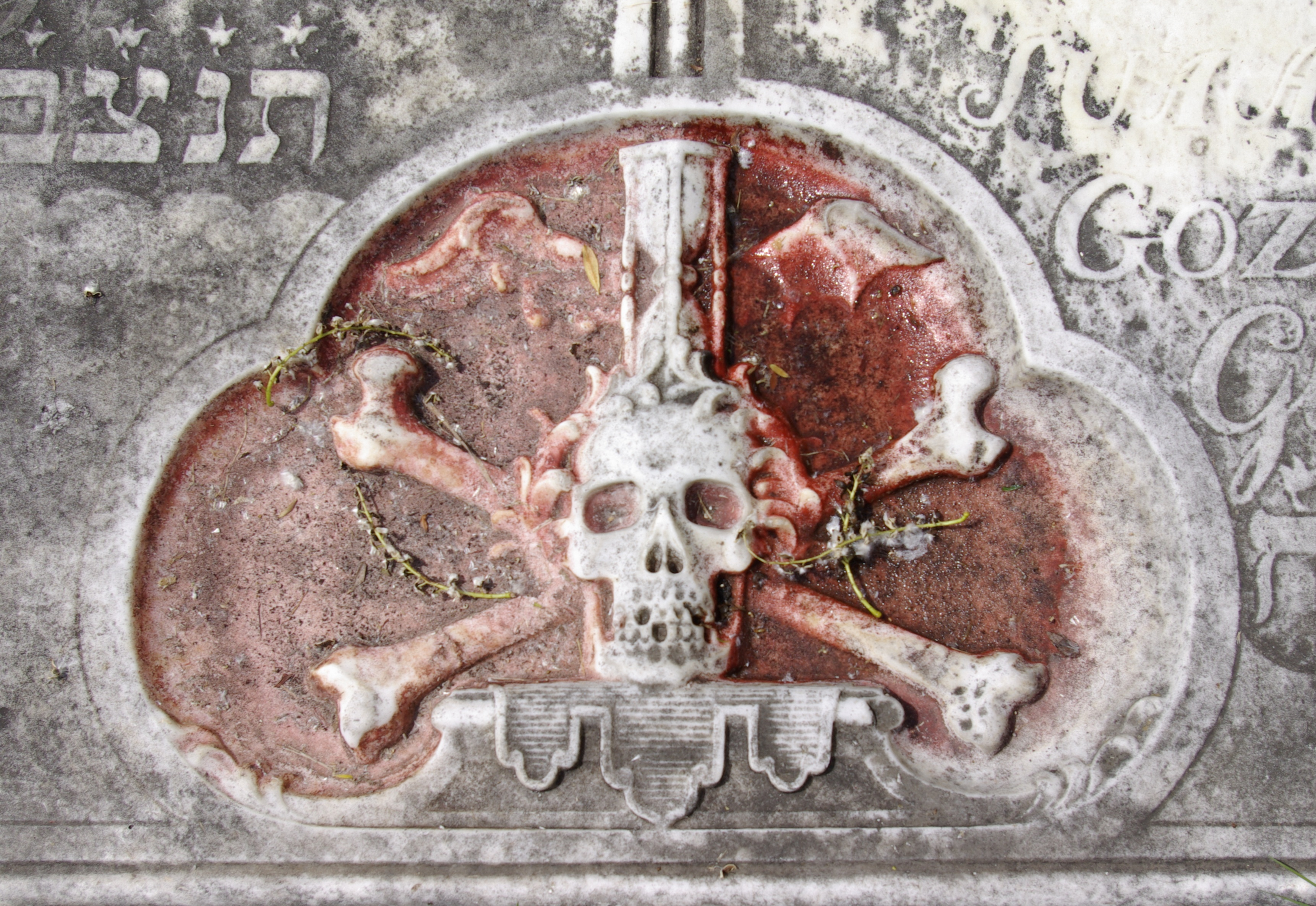
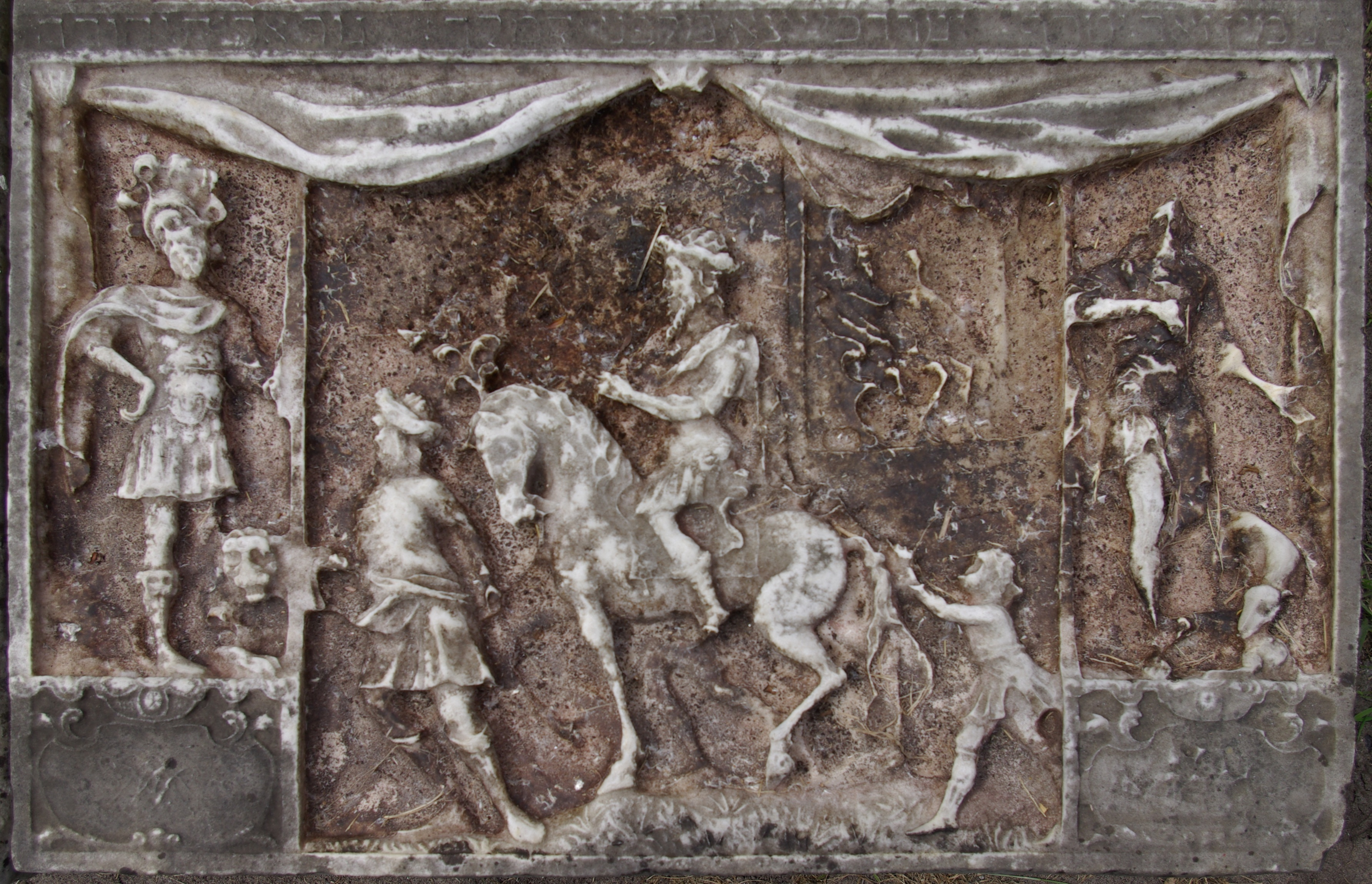

### Gedenkstätte

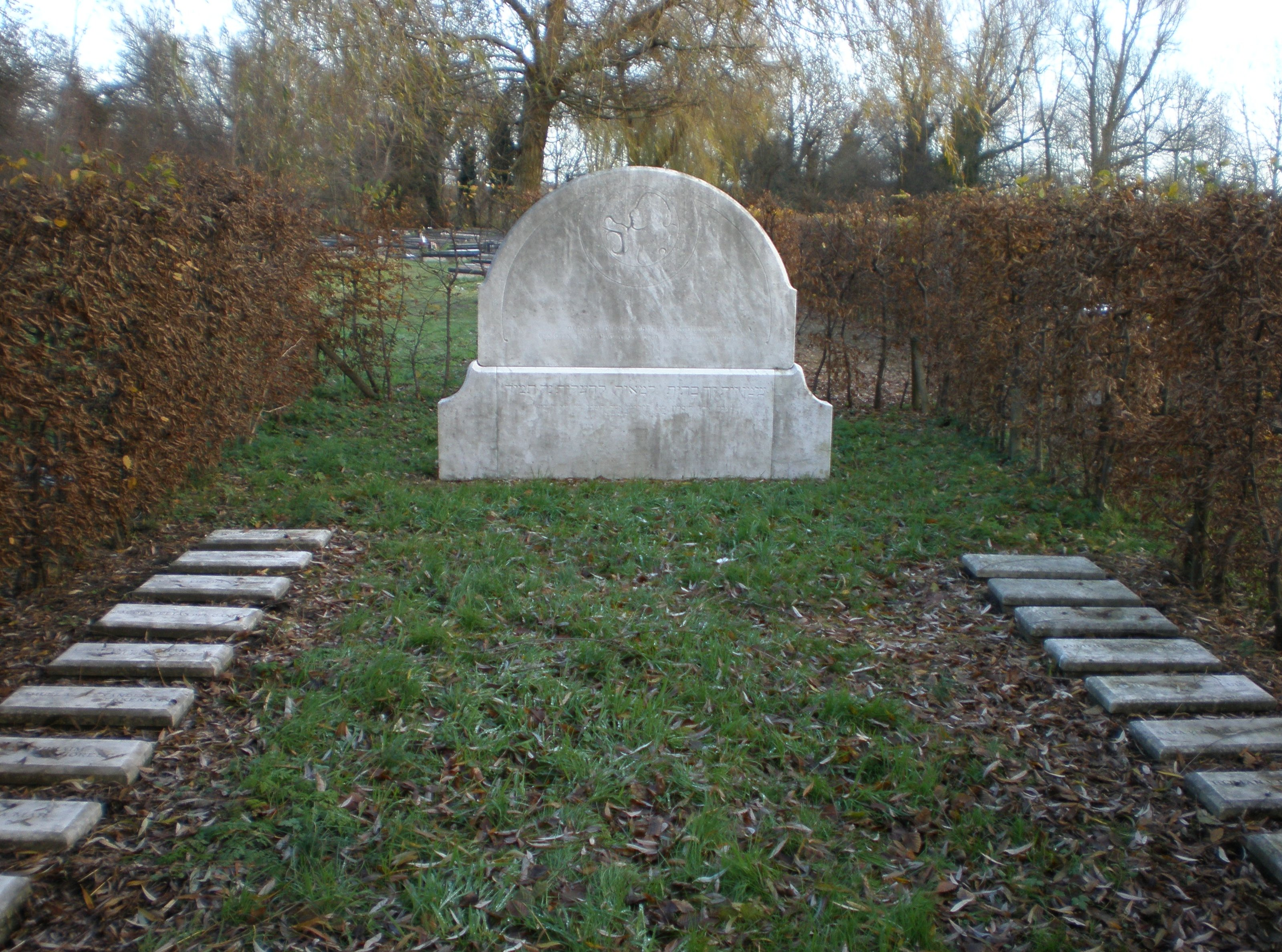
Gedenkstätte für die Opfer des Holocaust und Gräber von im KZ Westerbork verstorbenen Juden

In einem von einer Hecke umgebenen Bereich befindet sich ein aufrechter Stein, vor dem sich kleine Marmorplatten befinden. Unter diesen liegt die Asche der Juden, die im KZ Westerbork verstarben. Obwohl nach dem jüdischen Glauben Tote nicht eingeäschert werden dürfen, gestattete man den Toten hier eine letzte Ruhestätte. Auf dem aufrecht stehenden Stein, der an den Holocaust erinnert, befindet sich auf der Vorderseite folgende Inschrift in niederländischer und hebräischer Sprache:

„OLIE VAN OLIJVEN, ZUIVERE GESTOTENE – GESTOTEN EN GESLAGEN OM LEED ALS LICHT TE DRAGEN“

„Öl von Oliven, rein und gestoßen – gestoßen und geschlagen, um Leid als Licht zu tragen“

Auf der Rückseite steht in niederländischer Sprache folgender Satz:

„IN STILLE OOTMOET GEDENKEN WIJ HET MATELOOS LEED DER WEGGEVOERDEN – 1940 1945“

„In stiller Demut gedenken wir dem maßlosen Leid der Abgeführten – 1940 1945“

## Sonstiges

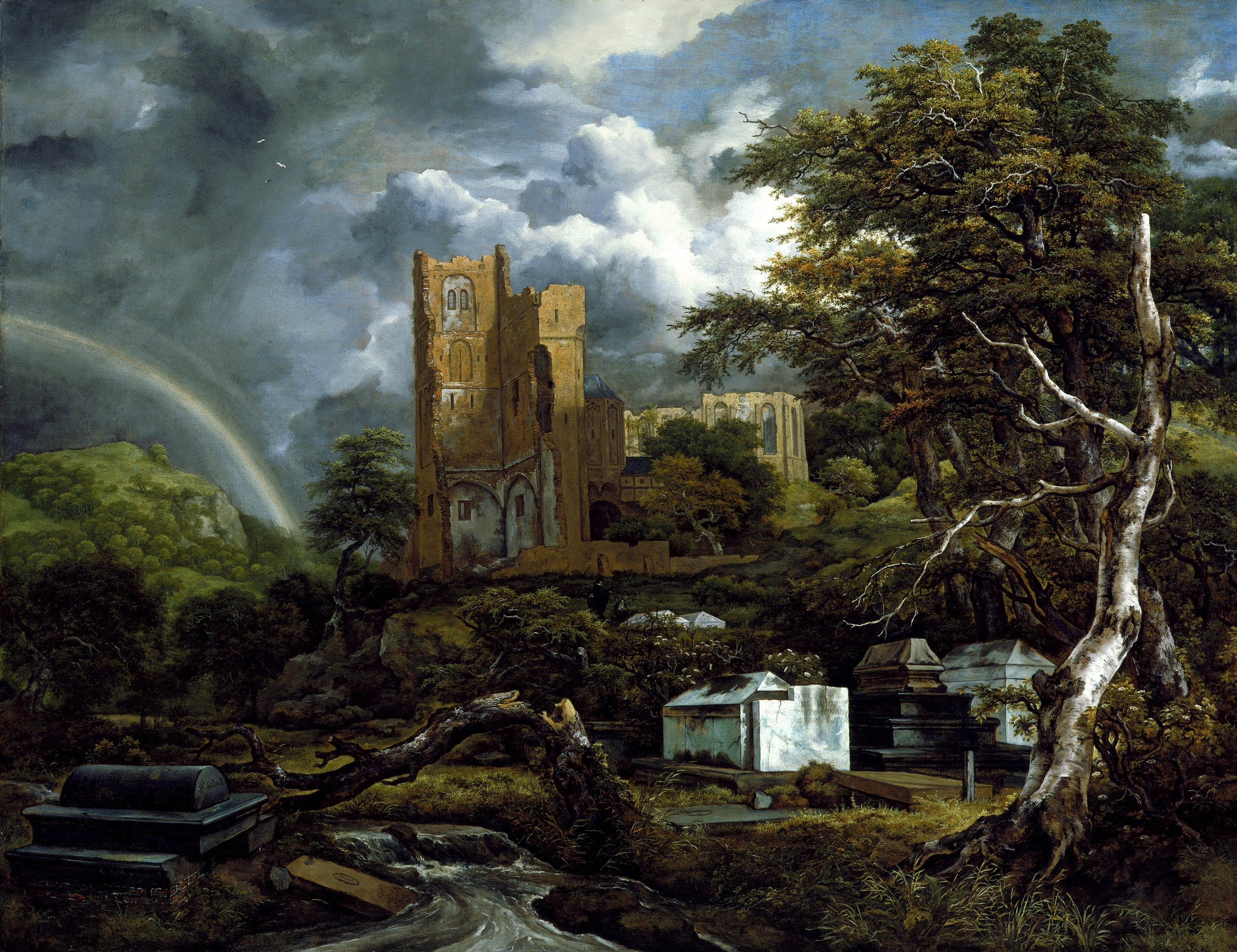
De Joodse Begraafplaats (Der Judenfriedhof), Jacob Izaaksoon van Ruisdael, 1655–1660

- Beth Haim diente dem niederländischen Landschaftsmaler Jacob Izaaksoon van Ruisdael als Inspiration für zwei Gemälde, die beide unter dem Titel De Joodse Begraafplaats (Der Judenfriedhof) bekannt sind.
- Aufgrund seines alten Baumbestandes und einiger seltenen Pflanzen gilt der Friedhof auch als wichtiges Biotop in der dicht besiedelten und landwirtschaftlich intensiv genutzten Randstad.
- In Willemstad, der Hauptstadt der Niederländischen Antillen, befindet sich ebenfalls ein jüdischer Friedhof mit dem Namen Beth Haim.

## Grabstätten bekannter Persönlichkeiten
- Samuel Pallache (1550–1616)

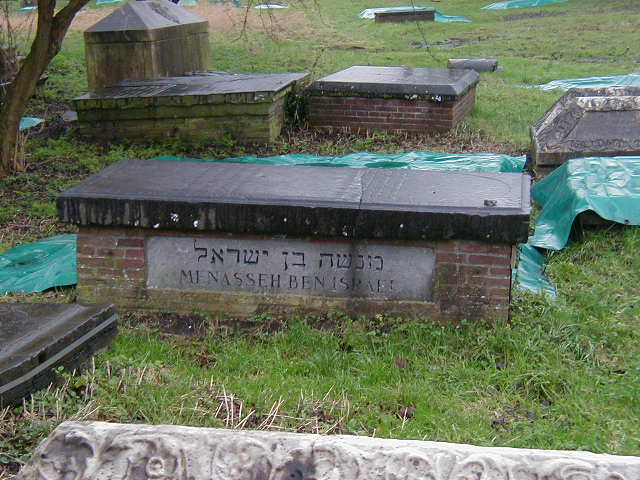
Grab von Menasse ben Israel, 2005

- Eliahu Montalto, Arzt von Maria de’ Medici (1567–1616)
- Isaac Uziel (?–1622)
- Abraham Cohen Herrera (1570–1639)
- Zacutus Lusitanus (1575–1642)
- Menasse ben Israel (1604–1657)
- Ephraim Bueno (1599–1665)
- Binjamin Mussaphia (–1674)
- Michael und Hana Debora de Spinoza, Eltern von Baruch Spinoza
- Jakob Sasportas (1610–1698)
- Uri Phoebus ha-Levi (1625–1715)
- Samuel Sarphati (1813–1866)
- David de la Mar (1823–1898)